# Rafael de Souza Lins
Rafael de Souza Lins (ur. 1 kwietnia 1983 w São Paulo) – brazylijski siatkarz, popularny "Rafa". W sezonie 2008/2009 występował w Jastrzębskim Węglu. Przed przyjściem do śląskiego klubu występował w Changos de Naranjito. Od sezonu 2009/2010 grał w greckim klubie PAOK Saloniki.

## Sukcesy klubowe
Superpuchar Szwajcarii:
- 2003, 2004, 2006

Puchar Szwajcarii:
- 2004, 2005, 2007

Mistrzostwo Szwajcarii:
- 2004, 2005, 2007
- 2006

Puchar Challenge:
- 2009

Mistrzostwo Polski:
- 2009